# Marcopoloichthys
Marcopoloichthys è un genere estinto di pesci ossei, appartenente ai neopterigi. Visse nel Triassico medio (Anisico - Ladinico, circa 244 - 236 milioni di anni fa) e i suoi resti fossili sono stati ritrovati in Europa e in Asia.

## Descrizione
Questo pesce era di dimensioni molto piccole, e non arrivava ai sei centimetri di lunghezza nelle specie più grandi. Era praticamente privo di scaglie e possedeva una regione boccale molto specializzata e protrusibile. Il preopercolo aveva una forma a L e l’interopercolo era molto piccolo. Erano presenti due paia di ossa nasali, il mesetmoide e una serie di tre postcleitri ossei. Nella specie M. furreri è distinguibile inoltre una struttura chiamata "supradorsal carrier", o "portante sopradorsale", formato dalla fusione dei primi cinque archi e spine neurali e dalle loro espansioni laterali.
Altre caratteristiche di Marcopoloichthys (la mancanza di una sopramascella, la presenza di surangulare e coronoide, la colonna vertebrale aspondila, la presenza di una clavicola) sono da considerarsi primitive.
La colonna vertebrale non possedeva centri ossificati ed era diplospondila almeno nella regione caudale; l’endoscheletro caudale era ridotto (vi erano solo sei ossa ipurali).  Le scaglie sul corpo erano presenti solo attorno all’apertura anale ed erano presenti uno o due piccoli urodermali sul lobo dorsale della coda; quest'ultimo era fortemente ridotto e la coda sembrava quasi omocerca. L’endoscheletro delle pinne pelviche era formato da due piastre relativamente grandi e vi erano particolarità anche nelle pinne impari, dove il primo elemento della dorsale ma soprattutto gli ultimi della dorsale e della anale erano molto modificati, articolandosi con più di un lepidotrichio.

## Classificazione
Marcopoloichthys venne descritto per la prima volta nel 2008, sulla base di resti fossili rinvenuti in Italia (nei pressi di Castelveccana in provincia di Varese e in Friuli) e in Cina, nella provincia di Yunnan. La specie tipo è quella cinese, Marcopoloichthys ani; i fossili italiani sono attribuibili a due specie, M. andreettii (da Castelveccana) e M. faccii del Friuli, quest'ultima già descritta da Michele Gortani nel 1907 come Pholidophorus faccii. Nel 2022 venne descritta una nuova specie, M. furreri, proveniente da terreni risalenti al Ladinico della zona di Ducanfurgga, nel Cantone dei Grigioni in Svizzera.
Marcopoloichthys era un rappresentante basale del grande gruppo dei neopterigi, che comprendono la stragrande maggioranza dei pesci ossei attuali. Il corpo nudo (solo un paio di piccolissime scaglie ganoidi sono presenti nel ridottissimo lobo dorsale della coda), il numero ridotto di ipurali e alcune modifiche anche a livello dell’endoscheletro delle pinne dorsali e anali, avvicinerebbero Marcopoloichthys ai teleostei basali, se non fosse per la completa assenza di centri vertebrali di qualsiasi tipo, e per la mancanza delle strutture avanzate (epineurali) collegate alla formazione di una vera coda omocerca. In ogni caso, è stato necessario istituire una nuova famiglia per questo genere, Marcopoloichthyidae. La descrizione di alcuni esemplari della specie M. furreri avvenuta nel 2022 ha permesso di individuare alcune caratteristiche che permetterebbero di classificare questo taxon alla base dei teleostei (Arratia, 2022).

## Paleobiologia
La peculiare forma della mandibola, associata alla presenza di un premascellare atipico, posto ventralmente al mascellare quando la bocca è chiusa, e l’allungamento della regione preorbitale, indicano che probabilmente Marcopoloichthys era un animale che si nutriva risucchiando l'acqua.